# Halocarbure
Les halocarbures, halogénures organiques ou hydrocarbures halogénés sont les composés organiques comportant au moins une liaison covalente entre un atome de carbone et un atome d'halogène, c'est-à-dire de fluor, de chlore, de brome ou d'iode, formant ainsi respectivement les composés organofluorés, organochlorés, organobromés et organo-iodés. Ces composés sont extrêmement rares dans la nature, et sont donc essentiellement synthétiques. Les plus courants et les plus utilisés dans l’industrie, en Agriculture (pesticides) et sont les organochlorés, mais les autres halogénures organiques sont couramment utilisés en synthèse organique. Selon le chimiste Gordon W. Gribble, en 2003, plus de 3800 composés organohalogénés avaient déjà été inventés ou synthétisés par les chimistes, généralement à base de chlore ou brome et parfois avec de l'iode ou du fluor. 

## Familles

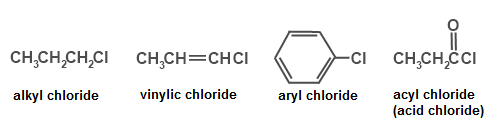
Exemples de composé organochlorés : 1-chloropropane (chloroalcane), 1-chloroprop-1-ène (chloroalcène), chlorobenzène (chlorure d'aryle) et le chlorure de propanoyle (chlorure d'acyle).

Outre la différenciation par type d'halogène, les halocarbures sont en général classés de la même façon que leurs analogues hydrocarbures donc ils sont dérivés, en remplaçant un atome d'hydrogène par un d'halogène. On compte ainsi parmi les familles d'halocarbures :
- les halogénoalcanes ou halogénures d'alkyle, dérivés des alcanes, où toutes les liaisons carbone-carbone sont simples ;
- les halogénoalcènes, dérivés des alcènes, comportant au moins une liaison double carbone-carbone ;
- les halogénoarènes ou halogénures d'aryle, dérivés des arènes ou hydrocarbures aromatiques, où au moins un des atomes d'hydrogène du cycle aromatique a été remplacé par un atome d'halogène ;
- les halogénures d'acyle ou halogénures d'acide, dérivés des acides carboxyliques.

### Composés polysubstitués
Pour les composés où un grand nombre voire tous les atomes d'hydrogène ont été substitués par des atomes d'halogène, on définit plusieurs familles :
- les chlorofluorocarbures, ou CFC, molécules d'hydrocarbures où l'hydrogène est totalement remplacé par du chlore et du fluor, encore appelés fréons ;
- les hydrofluorocarbures, ou HFC, molécules d'hydrocarbures où l'hydrogène est partiellement remplacé par du fluor ;
- les perfluorocarbures, ou PFC, molécules d'hydrocarbures où l'hydrogène est totalement remplacé par du fluor ;
- les halons comme :
  - le bromotrifluorométhane, CF3Br (halon 1301),
  - le bromochlorodifluorométhane, CF2BrCl (halon 1211),
  - le dibromotétrafluoréthane, CBrF2CBrF2 (halon 2402).

## Toxicité
Les chlorofluorocarbures contribuent à dégrader l'ozone stratosphérique. Ils sont responsables du « trou de la couche d'ozone ».
Le protocole de Montréal (1987) a décidé l'interdiction progressive des chlorofluorocarbures.